# 중세 대학

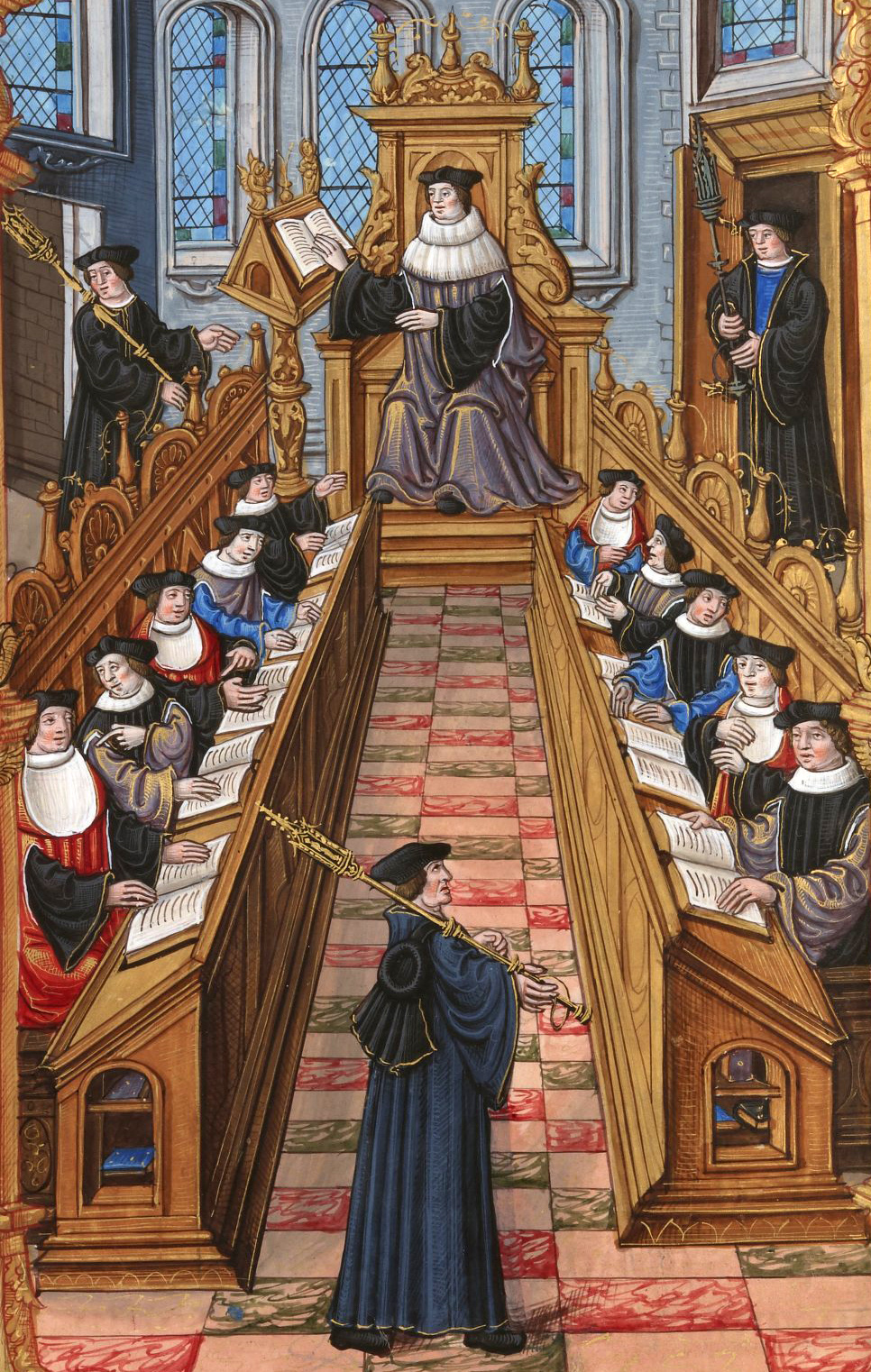
중세 시기 파리 대학교 총장과 소속 박사들의 접견 모습

중세 대학은 서양 중세 중기에 등장한 고등교육기관으로서 초기에는 조합의 형태를 띠고 있었다.
최초의 대학교라고 간주할 수 있는 기관들은 11~12세기 이탈리아, 프랑스, 영국에서 나타난 것으로 보인다. 이 대학교들에서는 학부과정에서 자유과 교육을, 전공과정에서 법학, 의학, 신학 교육을 실시하였다. 이 중세 대학들의 기원은 성당 소속에 있던 대성당학교(Cathedral school; 본산학교, 사원학교)와 수도원학교이지만, 이들 학교의 교육목적이 종교였다는 점에서 중세 대학과는 구별된다. 중세 대학이 처음 등장한 직후 한동안 고대 로마의 고등교육기관을 지칭하는 단어였던 수투디아 게네랄레(SUTUDIA GENERALE)가 중세 대학의 명칭으로 불리기도 하였다.
우니베르시타스(UNIVERSITAS)라는 단어는 원래 학생과 교사로 구성된 학문적 조합만을 의미하는 단어였다. 우니베르시타스가 마스터(MASTER) 또는 스투디움(STUDIUM)과 결합하여 유니베르시타스 마기스트로룸(UNIVERSITAS MAGISTRORUM), 우니베르시타스 스콜라리움(UNIVERSITAS SCHOLARIUM), 우니베르시타스 마기스트로룸 에트 스콜라리움(UNIVERSITAS MAGISTRORUM ET SCHOLARIUM)이라는 명칭으로 불리었다. 14세기에 이러한 용어들은 자치제 당국과 교회권력에 의해 교사와 학생들로 구성된 집단에게 특허된 권리를 나타내기 위해 자발적으로 사용하던 것이다.
이러한 대학의 형태는 중세 이탈리아 지역을 시점으로 하여 20세기 초반까지 전 세계로 퍼져나가며, 기존의 지역에 존재하던 모든 고전적인 고등교육기관을 대체하였다.

## 역사

### 기원
초기의 여러 대학교들은 시간이 흐르면서 유사한 경로를 따라 발전해 갔지만, 초기의 발달 과정은 독특한 차이를 보였다. 특히, 유럽 남부와 유럽 북부의 대학교들은 매우 두드러진 차이를 보였다. 이탈리아와 프랑스 남부의 대학교들은 대체로 볼로냐 대학교를 모델로 삼았고, 유럽 북부의 대학교들은 한 결같이 파리 대학교를 본보기로 삼았다. 이러한 차이는 두 지역의 교육적 전통의 이질성에 의해 나타난 것이다.

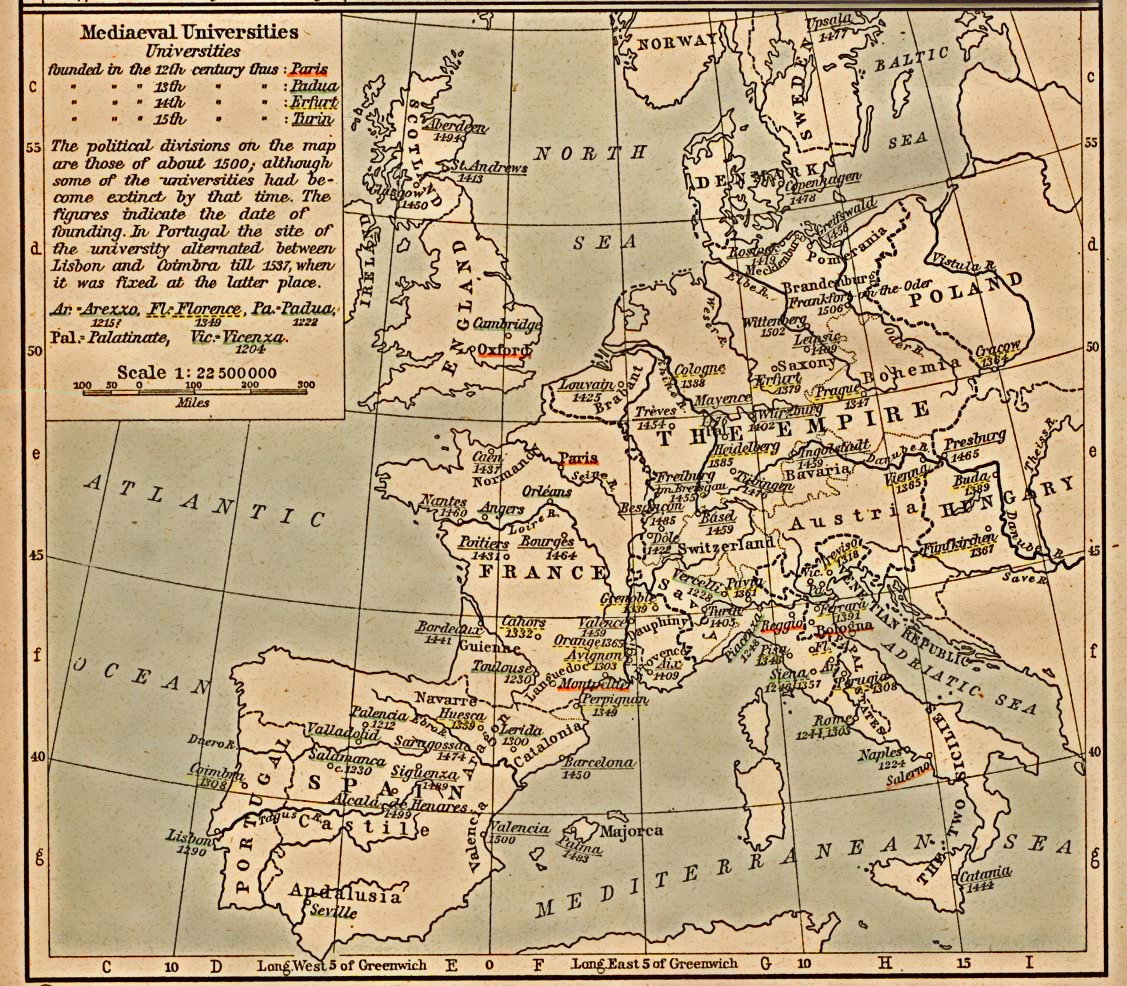
중세 대학의 설립 연한에 따른 분포도.

유럽 북부에서 교육 제공의 주체는 교회였으며, 학생들 거의 대부분이 젊은 성직자들이었다. 그렇기 때문에 유럽 북부 대학교에서 주요 학문은 신학이었고, 교회기관이 대학교의 행정과 운영을 주도하였다. 이에 반하여, 이탈리아에서는 세속적인 학문관이 주도적인 세력으로 되어 있었다.
이탈리아에도 교회가 설립한 학교가 있기는 했지만, 북부 유럽에서 크게 주목받지 못하던 사장교과가 이탈리아에서는 중요한 교과목으로 여겨졌으며, 심지어 성직자들이 사장교과에 관심을 갖고 연구하기도 하였다. 또한, 이탈리아에서는 상당수의 교사가 비성직자였다. 이 때문에 이탈리아의 대학교에서는 신학보다 법학과 의학을 더 중요하게 생각하였다. 이와 같은 근본적인 차이로 인하여 북부 유럽의 대학교와 남부 유럽의 대학교의 기원은 별도로 연구되는 경우가 많다.

#### 이탈리아와 유럽 남부 대학교의 기원
이탈리아에서는 여러 번의 정치사회적 전변이 있었지만, 로마 제국의 물질적, 정신적 유산이 그대로 전승되고 있었다. 거듭되는 이민족의 침략에도 불구하고 도시들은 자율적 통치기구로서 권리와 특전을 계속 보유하고 있었으며, 특히 로마의 시민은 여전히 로마법의 보호를 받고 있었다. 이러한 상황적 여건으로, 북이탈리아 지방에서는 통치계급에 속하지 않으면서도, 그들의 지배를 받지 않는 시민계급이 출현하였다. 시민계급은 높은 수준의 문화를 향유하면서, 학문적 관심을 갖고 있었다. 시간이 흐를수록 도시의 지위는 향상되어갔고, 이후 카롤루스 대제로부터 이민족에 대한 보호를 받게 되었다. 이후 신성로마제국과 교회간의 알력을 외교적으로 이용하여, 11세기 경 도시들은 신성로마제국과 교회, 양자로부터 완전히 벗어나 일종의 자치국가가 되었다.
도시의 세력이 강대해지면서 법률에 대한 관심이 증가하였다. 이탈리아에서는 오래전부터 로마법의 전통을 간직하고 있었기 때문에 법률 공부에 대한 꾸준한 관심이 있어왔다. 그러나 도시의 발달로 법률 공부는 새로운 전기를 맞이한다. 법률 지식이 도시 밖의 세력에 대하여 도시 자체의 권리를 유지하기 위해서만이 아니라, 도시의 내부 규제를 위해서 큰 역할을 하게 된 것이다. 이런 이유에서 법률은 수사학의 한 분야로서 학교 교리가 되었고, 라틴어가 쇠퇴하면서 법률은 문법교육의 범주로 넘어가게 되었다.
이렇게 일반교육의 한 부분으로서 법률 교과가 보편화되고 난 후, 그 다음 단계로 법률을 전문적으로 연구하는 학자들이 등장했다. 이 시작은 파비아와 라벤나의 학교에서 이루어졌다. 파비아는 롬바르디아법으로 유명했고, 라벤나는 로마법으로 유명한 지역이었다. 그러나 이 두 지역을 제치고 이탈리아 최고의 학교이자 최초의 법률대학이 탄생한 지역은 볼로냐이다. 볼로냐는 이탈리아 북부에서 중앙으로 가는 여러 도로의 접점이었으며, 수많은 교역이 일어나는 상업 중심지였다. 하지만 이러한 지역적 유리점보다 더 결정적인 사건은 이르네리우스(Irnerius)라는 대법학자가 볼로냐에 나타난 것이다.
볼로냐 대학교가 유럽 전역에서 법학으로 명성을 얻게 하고, 또 이 대학교의 설립에 큰 영향을 미친 사람이 이르네리우스라는 데에는 대체적인 동의가 되어있으나, 이르네리우스 개인에 대해서는 세부적으로 알려진 바가 없다. 이르네리우스가 당대의 저명한 법학자였음에는 의심의 여지가 없다. 또, 이르네리우스가 수많은 학생을 끌어모은 사실로 미루어 대단히 훌륭한 교사였다는 것도 알 수 있다. 그러나 이르네리우스에 대해 이 이상의 사실을 알아내는 데에는 무리가 따른다. 심지어 그의 교육 방식과 내용에 어떤 새로운 점이 있었는지에 대해 아는 것도 어렵다.
아마 법률 교육에서의 이르네리우스의 주된 공헌은 그가 교육한 과목 중 《로마법 대전 개요서》의 새로운 부분을 조명한 데에 있을 것이다. 이르네리우스는 단순히 법의 원칙적인 면만을 논쟁하는 대신 표준적인 법조문 자체를 정밀하게 연구한 최초의 인물로 여겨진다. 법률 교육에서 이르네리우스가 일으킨 혁신이 무엇이건 간에 법학의 범위가 대단히 확장되어서, 이제 법학은 자유학과에 부속된 군소교과의 지위에서 벗어나, 독자적인 학문영역으로 발전하였다. 이와 함께 이르네리우스와의 연관으로 인해, 볼로냐는 유럽 전역에서 최고 수준의 법학 교육을 받을 수 있는 도시로 명성을 날리게 되었다.

#### 유럽 북부 대학교의 기원
이탈리아에서 법학이 전문적인 연구 분야로 성장하는 동안, 유럽 북부에서는 신학이 급부상하고 있었다. 법학에서나 신학에서나 그 학문 발전의 시발점이 자유교과에 있었던 점은 동일하다. 다만, 이탈리아에서는 실제적 생활의 필요에 의해 수사학이 가장 중요한 학문으로 되어있는 가운데, 법학이 대두된 반면, 교회가 교육을 장악하고 있던 북부유럽에서는 변증법과 논리학 두 가지가 '주요교과'로 구분되어 있었다. 유럽 북부에서 7자유교과의 삼학(문법학, 수사학, 논리학) 중 문법학은 그리스어와 라틴어에 대한 학문이기에 종교적 이단의 상징물이었고, 수사학은 문예 수준이 조악하던 당대 북부 유럽에서 큰 관심을 받지 못했다. 이러한 상황에서 논리학(변증법)만이 특별한 갈등 없이 지식을 갈망하던 이들에게 받아들여지게 되었다.
논리학과 논리학의 신학적 적용이 중세 학계의 큰 축이 된 기원은 요하네스 스코투스 에리우게나에서 찾을 수 있다. 요하네스 스코투스는 9세기 중엽 프랑크 왕국 궁정학교의 교원이었다. 예정설[Predestination]에 대해 논한 그의 논문에서, 진정한 철학과 진정한 종교는 완전히 일치한다고 전제하고, 신학적 문제들을 철학적 방법으로 해결하려 한다. 이것은 정통적 교리를 논리적으로 확인하는 것이었고, 요하네스 스코투스는 이 방법을 삼단논법으로 전개해 냈다. 요하네스 스코투스는 과거의 이시도레(Isidore of Seville)와 알퀸으로 대표되는 낡은 신학체계를 완전히 깨트리고, 마음의 공통관념을 탐색하는 수단으로서의 논리학을 재정립한 것이다. 즉, 요하네스 스코투스는 ‘관념과 실재의 관계’라는 이후 중세 철학(신학)계에서 엄청난 비중을 차지한 문제에 접근했던 것이다. 11세기에서 14세기에 펼쳐진 스콜라 철학의 집대성은 요하네스 스코투스의 학술적 입장을 기반으로 일어난 것이라 볼 수 있다.
요하네스 스코투스가 그와 같이 약 2세기를 앞서 선구적인 학술업적을 남겼지만, 당대인들의 사고방식에는 큰 영향을 끼치지는 못했다. 요하네스 스코투스가 제기한 형이상학과 신학의 문제는 신플라톤주의자인 포르피리오스의 저서 《아리스토텔레스의 범주론 입문(On Aristotle's Categories)》이 번역되면서 당시 신학자들의 관심을 끌게 되었다. 중세 대학사의 대가인 해스팅스 래쉬돌(Hastings Rashdall) 교수는 이러한 상황에 대해 다음과 같이 쓰고 있다.
| “ | 포르피리오스가 스콜라 철학에서 제기되는 문제와 동일선상에 있는 문제를 해결하지는 않은 채 그냥 진술만 하는 데 사용한 구절은 기독교 경전을 제외하면, 동일한 분량의 다른 어떤 문헌의 구절보다도 사상사에서 중요한 역할을 수행했다고 보아야 할 것이다. 포르피리오스는 다음과 같이 쓰고 있다. “다음으로 류(類)와 종(種)에 대하여 그것 들이 실제로 존재하는가(sive in solis nudis intellectibus posita sint), 그것들이 실제로 존재한다면 그것은 유형인가 무형인가(separata a sensibilibus), 또한 그것들은 가시적인 사물과 분리될 수 있는가 아니면 가시적인 사물 속에 그것과 결부되어 존재하는가(an insensibilibus posita et circa hoec consistentia) 하는 문제에 대하여 본인은 결정을 내리지 않을 것이다. 이러한 문제는 대단히 심오한 문제로서 오랜 연구를 필요로 할 것이다.” | ” |

포르피리오스가 그와 같이 추상적인 용어로 제기한 반립명제들은 11세기에 이르러 실념론(실재론; 實念論)과 유명론(唯名論)의 대립으로 표면화되었다. 이 이론의 대립은 철학의 영역을 넘어서 신학적 범위로까지 확장되었다. 실념론에 의하면, 사물의 실재는 사물의 일반적 관념에서 얻어지며, 감각으로 지각되는 사물은 외견에 불과한 것이다. 한편, 유명론에 따르면, 일반적 관념은 오직 이름(meroe voces)이며, 이것에 대응되는 실재는 존재하지 아니하고, 개별적인 사물 각각이 실재인 것이다.
이러한 견해들은 고대 그리스 철학의 재현에 불과한 것일지도 모르지만, 신학과 결합되며 새로운 차원으로 격상되었다. 사실, 두 입장은 교회의 정통적 입장에 정면으로 배치되는 것이었다. 실념론은 개별자의 중요성을 부정했으므로, 영혼의 불멸이나 신의 존재까지도 의심의 여지로 둘 가능성이 매우 컸다. 한편, 유명론에 의하면, 감각을 통해 지각되는 개별적 사물 이외엔 아무것도 존재하지 않고, 여러 특수자를 관장하는 보편자가 존재하지 않는다면, 삼위일체 교리가 성립하지 않으며, 성변화[transubstantiation]와도 모순되는 교리이다.
그러나 안셀무스와 로스켈리누스가 각각 실념론과 유명론의 입장에서 논쟁하면서 중세 철학의 전변이 시작되었다. 안셀무스의 입장은 정통교회의 입장으로 발전하였고, 로셀리누스의 입장은 ‘회의 및 비판의 철학’으로 발전하였다. 안셀무스의 입장에 서서 이성은 권위에 종속되어야하며 신념의 강도가 신념에 대한 이론에 선재한다고 주장하는 집단과 로셀리누스의 입장에 서서 믿음보다는 의심과 검증을 주장하는 입장은 중세 후기부터 말기까지 끊임없는 논쟁을 벌였다.
이 두 개의 대립되는 논변에서 파생된 여러 가지 의문들은 학문 발달을 촉진하였고, 이것이 계기가 되어 유럽 북부의 대학교가 탄생하였다. 물론, 심각한 학문적 논변이 제기되었다는 점으로만 대학교가 설립되었다고 볼 수는 없다. 그런데 요하네스 스코투스 에리우게나에 의해 동일한 논변이 제기되었을 때는 대학교가 설립되어 있지 않았다. 이 두 경우의 차이는 일반교육(자유교과)의 진보의 차이에 의해 기인된다. 실념론과 유명론 간의 논쟁이 진행되던 시기는 요하네스 스코투스의 생전과 달리, 교회부설학교의 교육과 운영이 한층 진보해 있는 상태였고 거의 모든 도시에 학교가 설립되어 있었다. 이 때문에 많은 수의 학생집단이 출현하였고, 이들이 스콜라 철학의 논변 대립에 참여하였다.
그런데 당시 유럽 북부의 학생들의 주관 관심이 오로지 논리학에만 국한되어 있었다고 볼 수만은 없다. 12세기 초만 하더라도 샤르트르에는 베라느라 셀베스테르라는 저명한 학자가 고대 문학을 교육했던 수투디아 게네랄레가 있었다. 이러한 수투디아 게네랄레들은 멀리 떨어져 있었고, 그 학교를 대표했던 교원이나 학자들이 천차만별이었기 때문에, 각 수투디아 게네랄레에서 유명한 교과목들은 서로 상이했다. 하지만 이후 대학교가 설립되어 가면서, 대학교로 발전하지 못한 수투디아 게네랄레들은 퇴보하였고, 대학교의 대두와 함께 논리학의 절대화가 이루어지기 시작했다. 논리학 이외의 학문들은 15세기에 이르러 르네상스를 맞이할 때까지 뒷전에 밀려있게 되었다.
파리 대학교가 명문으로 부상한 과정은 볼로냐 대학교가 명문으로 성장한 과정과 배경에 여러 가지 차이가 있다. 즉, 교원의 유명도에 따라서 학교의 명성이 결정되는 시대가 지나가고, 학문적 전통이 각 지역의 대학교에 고정되어서, 이것이 교원의 유명세보다도 학교의 명성에 더 큰 영향을 미치었다. 이러한 변화는 12세기 초엽에 일어났는데, 이전 시기의 파리는 단순히 학생들이 자주 드나드는 도시에 지나지 않았다. 실제로 안셀무스가 캔터베리의 대주교를 하면서 베크(Saint-Julia-de-Bec)성당부설학교 교장을 겸할 때엔 수많은 학생들이 파리보다는 베크에 몰려들었다. 그러나 카페 왕조가 파리를 수도로 지정하면서, 파리의 도시적 지위와 중요성은 크게 제고되었고, 이러한 현상은 교사에 의한 면성의 영향을 충분히 압도하였다. 이와 같은 상황적 여건으로 인하여 파리는 12세기 후반 프랑스 제일의 교육도시로 성장하였다. 마침, 파리에 나타난 피에르 아벨라르에 의해 파리 대학교는 유럽 북부 최고의 대학교가 되었다.
피에르 아벨라르는 유년기 때부터 학문에 많은 열정을 갖고 있었는데, 유명론의 대가 로스켈리누스 밑에서 수학하였다. 아벨라르는 로스켈리누스에게서 1년간 교육을 받은 후, 샤르트르와 파리의 노트르담에서도 교육을 받았으나, 자신의 학문적 욕구를 채울 수 없어 결국 학교를 설립하기로 결심하였다. 그러나 교회 당국에서는 아벨라르가 학교를 설립하는 것을 불허했고 이에 따라 교회 권력이 미치지 않는 농촌에서 학교를 설립하였다. 그 후 아벨라르는 파리로 다시 돌아와 교회와의 변증법 논쟁에서 승리했으며, 파리에 교회의 영향을 받지 않는 세속학교를 설립하였다. 그러자 많은 학생들이 아벨라르의 논리학 강좌를 듣기 위해 구름같이 몰려들었다. 그러나 아벨라르는 인문학 교원자격에 만족하지 않고, 신학자로의 자격을 얻기 위해 신학공부를 하였다. 결국 노트르담대성당부설학교의 교장이 되었고, 아벨라르의 명성은 유럽 북부뿐만 아니라 남부에까지 미쳐 수만 명의 학생이 파리로 모여들었다. 이후 아벨라르가 불미스러운 일로 인하여 성 드니(St. denys) 수도원으로 칩거해가자, 수천 명의 학생들이 그 곳에까지 몰려들어 아벨라르의 강의를 듣고자 하였다.

### 설립 과정과 성숙기

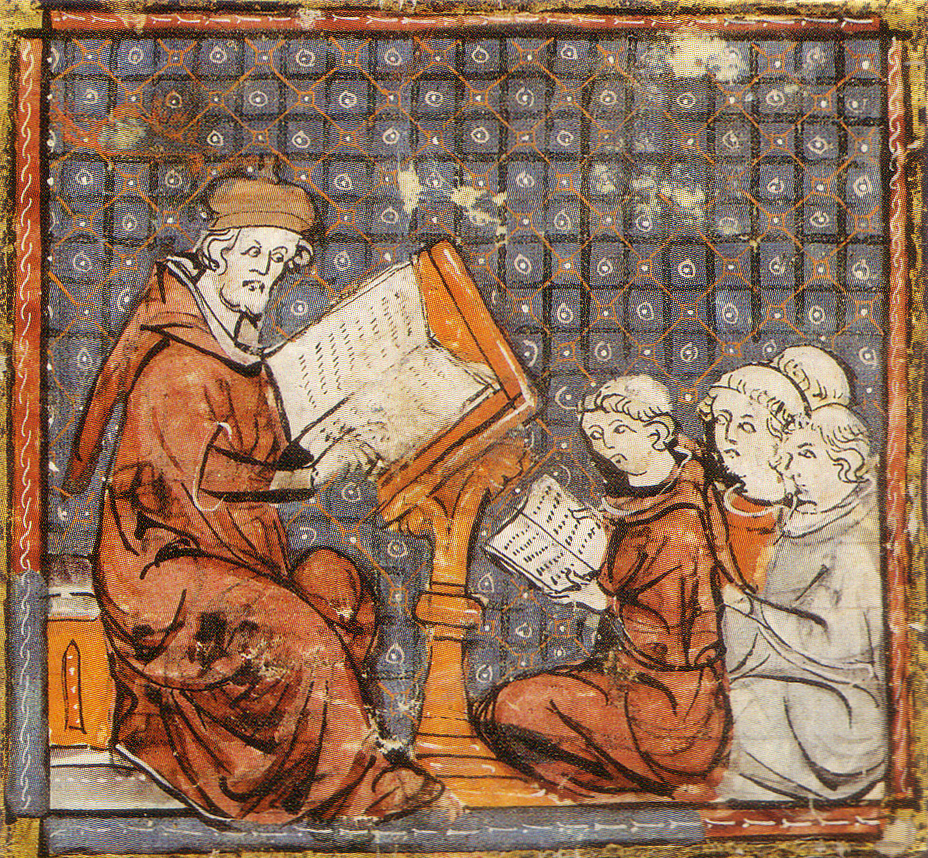
T14세기 파리 대학교의 철학강의 모습

12세기 초엽, 볼로냐와 파리는 여러 면에서 차이를 보이고 있었지만, 학문적 조건 면에서는 근본적으로 유사한 면을 갖고 있었다. 두 학교 모두 자신의 전문분야에 전력하면서 보다 높은 수준의 교육을 제공하기 위해 노력하고 있었다. 또한, 저명한 학자의 등장은 대학교 출현에 큰 영향을 미쳤다. 그들은 교육내용의 범위를 확장시키고, 교수방법을 혁신하여 자신들이 제시하는 학문을 이전 시기의 학문과 차별화하였다. 또, 수많은 학생들을 끌어 모아, 특정 학문을 전문적으로 배우기 위해서는 어떤 도시에 가야한다는 인식을 형성하였다.
위 두 가지 인식의 전변이 생긴 시기가 곧 대학교가 등장한 시기이다. 이러한 학교들을 통칭한 ‘수투디아 게네랄레’라는 이름은 유럽 전역에서 ‘공부 장소’라는 의미로 통용되었다. 그러나 수투디아 게네랄레가 아직 우니베르시타스로 성장한 것은 아니었다. 수투디아 게네랄레의 단계에선 고대 아테네나 알렉산드리아의 유서 깊은 학교와 크게 다를 바가 없었다. 또, 수투디아 게네랄레의 교원의 자격 규정도 확정되어 있지 않았다. 볼로냐에서는 학생을 모을 수 있는 사람이라면 누구나 교원이 될 수 있었다. 또한, 수투디아 게네랄레 단계에선 학생이나 교원의 조합이 특권을 갖고 있지 못했다. 다만, 수투디아 게네랄레와 그 전신인 학교[School] 간의 중대한 차이는, 수투디아 게네랄레의 학생들 중의 상당수는 자신의 고향을 떠나 배우러 온 자들이었다. 이 사실은 이후 우니베르시타스 출현에 중대한 영향을 미친다.
우니베르시타스라는 라틴어 단어는 원래 교원이나 학생의 조합을 의미하는 것이었다. 이와 같은 조합은 12세기 당시 유럽 전역에 걸쳐 형성된 수공업자와 장인의 길드를 본떠서, 교원이나 학생의 상호부조와 보호를 목적으로 조직된 것이다. 중세에는 어떤 사람이 자신이 생활하던 공동체를 벗어난 사람은 항상 위험한 처지에 있었고, 자신의 권리를 주장하기도 어려웠다. 이러한 이유로 함께 공부하고 연구하는 교원과 학생이 조합을 결성하였고, 이것이 바로 우니베르시타스의 기초적 형태였다.
파리에서나 볼로냐에서나 우니베르시타스의 형태로 가장 먼저 형성된 유형은 교원조합이었다. 기록에 의하면, 1170년 경 파리에서 공부하던 셀라의 요하네스(Johannes of Cella)가 교원 자격을 얻어 ‘저명한 교원 동호회’에 가입했다고 한다. 이것으로 미루어 보아, 1150년과 1170년 사이에 초보적인 형태의 교원조합이 형성되었음을 알 수 있고, 이에 따라 파리 대학교의 설립연도를 1150년과 1170년 사이로 볼 수 있다. 파리의 초보적인 교원조합에 대해 상세히 알려진 바는 거의 없다. 다만, 오늘날까지 전해지는 단편적인 자료들에 의하면, 교원 조합에도 길드와 같이 학생이 교원의 자격을 얻는 데 요구되는 것들이 규정되어 있었다. 파리에서 학생이 교원의 자격을 얻기 위해서는 당대의 이름 난 교원 아래서 5-7년 간의 도제 생활을 했어야 했고, 도제 생활을 마치면 학생은 자신의 스승의 추천과 소개를 통해 교원 조합에 정식으로 알려졌다. 그 후 교원조합의 입회식에서 기존 조합원 앞에 서서 예비강의[probationary lecture]를 한 뒤 정식 조합원이 되었다. 이 초기 형태의 교원 조합에는 정립된 정관이 없었고, 공식적인 대표를 가진 공인된 법인이 아니었다. 한편, 볼로냐의 교원조합에 대해 알려진 것은 전무하다시피하다. 다만, 1215년 이전에 교원조합이 있었다는 기록만이 전해질 뿐이다.
일반적으로 교원조합은 길드를 본 따 운영되었다. 그런데 12세기 후반에 출현한 볼로냐의 학생조합은 도제의 지위에 있는 사람들을 회원으로 했다는 점에서 교원조합과 다른 면을 갖고 있다. 이 학생조합은 외국에서 장사를 하는 상인들이 각각 자기나라 사람들끼리 상인협회를 조직한 것과 비슷한 성격을 갖고 있었다. 그러한 상인들과 마찬가지로 학생들 대부분이 자기방어와 상호부조를 위하여 협동해야 할 처지에 있는 외국인들이었기 때문이다.
볼로냐에 최초로 출현한 우니베르시타스는 총 4개로, 롬바르디아, 토스카나, 로마, 울트라몬타나(Ultramontana) 출신학생들이 각각 우니베르시타스를 이루고 있었다. 이러한 우니베르시타스들은 어떠한 학문적 권위를 갖고 있지 않았으며, 순전히 회원의 이익을 도모하는 데 그 목적이 있었다. 이 점을 보여주는 명백한 증거로서 다음과 같은 학생조합의 정관이 전해지고 있다.
| “ | 형제애에 입각한 자선, 상호교유와 우의, 환자의 위문과 빈자의 지원, 장례의 수행, 원한과 싸움의 근절, 학위 지망생을 시험 장소까지 데려가고 데려오면서 보호하는 일, 전회원의 사기 진작. | ” |

초기 조합의 조직력과 세력이 크게 강력하지는 못했지만, 조합의 구성원들이 여러 특혜를 받은 점은 분명하다. 파리에서는 교원조합이나 학생조합 회원들을 성직자로 간주하여, 이들이 범죄 행위로 인해 일반재판소에서 재판을 받지 아니하고, 교회재판소에서 재판을 받았다. 이탈리아의 여러 도시들은 조합 회원들을 특별한 계급으로 간주하여 여러 가지 특권을 부과하였다.
이후, 그러한 여러 가지 특전 이외에, 조합의 조합원들은 최고의 세속권력으로부터 각별한 대우를 받게 되었다. 1158년 프리드리히 1세는 롬바르디아 지방 내의 모든 학생들에게 특수한 법적 지위를 부여하는 칙령(학자의 특권;AUTHENTUCA HABITA)를 발표하였다. 이 칙령의 내용은 어떤 학생이 재판을 받을 때 재판관으로 그 학생의 선생이나 그 학생이 살고 있는 도시의 주교를 선택할 수 있다는 것이었다. 1200년 파리에서 시민과 학생간의 갈등으로 인한 난투극으로 수십명의 학생과 시민이 사망에 이르자, 필리프 2세는 이탈리아의 경우와 유사한 특권을 프랑스의 학생에게도 부여하였다.
그런데, 이러한 여러 권력의 배려 속에서도 조합 그 자체에 대해서는 특권이 주어지지 않았다. 국왕이나 시 당국, 교회가 부여한 특권들은 오로지 교원과 학생 개개인을 대상으로 한 것이었다. 그 이유는 우니베르시타스가 체계적인 조직을 갖추지 못하고 있었기 때문이다. 그러나 13세기가 되면서 몇몇 우니베르시타스들이 명백한 행정 기능을 갖는 법인으로 발전하면서 몇몇 변화가 생기게 되었다. 이 법인(우니베르시타스)은 여러 개의 수투디아 게네랄레가 연합한 형태였다. 이와 같이 여러 개의 수투디아 게네랄레가 연합하여 하나의 우니베르시타스로 발전한 데에는 권력기관과의 마찰이 중요한 원인으로 작용하였다.

#### 볼로냐 대학교의 성립

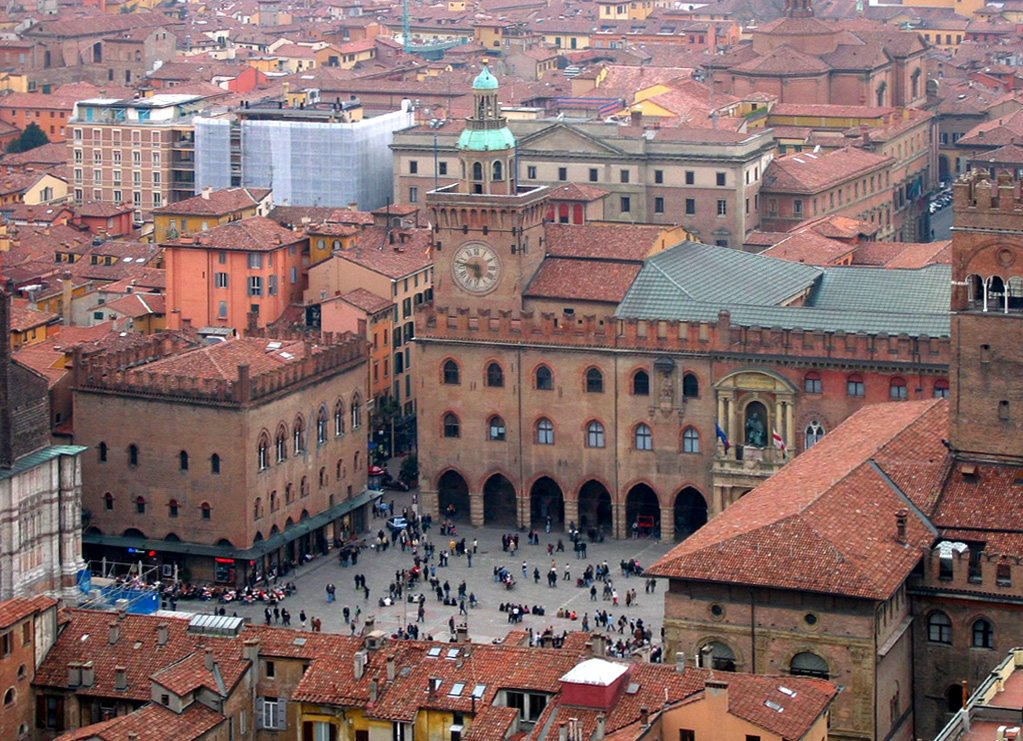
중세의 볼로냐 대학교가 있었던 볼로냐의 구 도심지.

볼로냐 지역에서 우니베르시타스와 권력기관과의 마찰은 간단한 양상으로 나타났다. 볼로냐에서 법학을 공부하는 학생들은 거의 대부분 외국인들이었는데, 그들 대부분은 본국에서 상당한 지위에 있는 계급 출신이었다. 그들은 볼로냐에서 교수들과 시 당국에 대항하여 그들의 이익을 수호하고자 했고, 이러한 계기로 우니베르시타스를 조직하였다.
13세기 중엽, 볼로냐에 있던 여러 군소 우니베르시타스들은 치트라몬타나 우니베르시타스와 울트라몬타나 우니베르시타스로 통폐합되었다. 이 두 우니베르시타스는 각각 회장을 선출하였으며, 회원들은 조직과 회장에 대한 복종을 맹약하였다. 14세기 초에 이 두 개의 우니베르시타스는 하나로 통합되었고, 이후에는 대학행정기구로서 학교 운영을 총괄하였다. 문학부와 의학부 등 소수의 인원을 가진 수투디아 게네랄레는 통합 우니베르시타스에 소속되어 볼로냐 우니베르시타스의 구성원이 되었다.
볼로냐에서 학생의 우니베르시타스와 시 당국 간의 대립은 그렇게 심각하지는 않았다. 시 당국에 대한 볼로냐 우니베르시타스의 자치권 청원은 대부분 받아들여졌고, 구성 학생의 행동을 통제하기 위한 '우니베르시타스 회장'[rector]의 사법권도 인정받았다. 양측 간의 불화가 발생하는 주된 원인은 학생이 연관된 사법사건에 우니베르시타스 회장이 시청ㆍ시의회와 시민들을 상대로 권위를 행사하는 것이었다. 이 문제는 양측이 팽팽히 맞서면서 대립하였고, 2세기 후에 볼로냐 대학교가 쇠락할 때까지 그 대립이 계속되었다.
그러나 그러한 사법사건과 마찬가지로 심각했던 문제는 바로 학생들이 볼로냐를 떠나려 하는 것이었다. 중세의 대학교에는 특정한 건조물이 없었고 법인의 재산도 거의 없었기 때문에 학생들이 공부할 장소를 찾아 이동하는 것이 관례였다. 1215년 볼로냐의 수많은 학생들이 이웃도시로 이주한 일이 있었는데, 이 사건 이후 볼로냐 시 의회에서는 우니베르시타스 회장에게 압력을 넣어 회장이 학생들에게 이주를 종용하면, 그 회장을 시민명부에서 출교(黜敎)시킬 것이라고 위협하였다.
볼로냐에서 학생들은 교원들을 상대로 큰 승리를 거두었다. 12세기까지 볼로냐의 수투디아 게네랄레에서 교육과 학술에 대한 일은 전적으로 박사조합에서 담당했다. 그러나 몇몇 반동적인 박사들과 강좌를 수강하는 학생들의 조직적인 수업거부로 학생들의 우니베르시타스는 교원들을 완전히 제압하였다. 교원들을 우니베르시타스 회장에게 복종할 것과 우니베르시타스의 학생 간부의 결정에 따라 강좌를 운영할 것을 서약해야했다. 교원들은 적당한 속도로 강의를 진행하면서 강좌의 모든 내용을 강의하고, 난해한 부분을 삭제하거나 생략할 수 없었다. 교원들은 정해진 정관과 학칙을 위반했을 때 벌금형을 선고받았고, 이에 계속 항거할 경우에는 그 자신이 소속되어 있는 교원조합에서 제명당해 강의를 할 수 없었다.
장기적으로는 학생 주도의 볼로냐 우니베르시타스는 그 자체가 붕괴원인이 되었다. 13세기 후반에 접어들어 볼로냐 시 당국은 학생들의 불만을 무마하고 대학교의 명성을 유지하기 위해 박사들에게 급여를 지급하기 시작하였다. 이를 계기로 시 당국은 대학교개혁위원회(Board of Reformatores studii)를 구성하게 되었고 교원의 임면권을 일부 행사하게 되었다. 이후, 조합의 횡포에 반하여 이 위원회는 대학 생정과 운영에 영향력을 행사하였다. 시간이 지날수록 학생의 우니베르시타스는 쇠퇴해갔으며, 18세기에 격변기를 맞이하여 볼로냐 우니베르시타스는 찬란한 명성을 뒤로하고 자취를 감추고 말았다.

#### 파리 대학교의 성립
파리에서의 대학교 발전은 볼로냐에서와는 상당히 다른 조건에서 이루어졌다. 파리 대학교의 중심을 이룬 문학부 학생들은 볼로냐 대학교의 학생들처럼 부유하지도 않았고 사회 경험도 적었다. 이 때문에 교원과 학생간의 갈등은 거의 없었고, 대학 기관과 시 당국 간의 갈등도 적었다. 파리 대학교의 체제가 확립되는 데 중대한 영향을 미친 것은 13세기 내내 계속된 교원조합과 노트르담 사원장 간의 갈등이었다. 원래 노트르담 사원장은 노트르담대성당부설학교의 교장을 겸하면서 파리 교육계의 최고 권위자였으며, 파리의 모든 교원들은 그 사원장이 발급해 주는 교원 자격증을 반드시 소지해야 했다. 노트르담 사원장은 임의대로 교원 자격증을 수여하고 박탈할 권리를 갖고 있었을뿐만 아니라 파리 내의 교원과 학생에 관련된 모든 일을 관장할 수 있었다. 교원들은 노트르담 사원장이 교원 자격증을 수여하고 박탈할 권리를 가진다는 데는 동의했지만, 굥원이수 있는 조건을 정하는 것은 교원들에게 위임되어야 한다고 주장했다. 이러한 주장에 따라 교원들은 자신들이 내세우는 조건에 부합하지 않는 자가 노트르담 사원장의 자격증을 소지하고 있다 하여도 교원조합의 가입을 승인하지 않았다.
교원들의 이러한 행동은 교회 간부들에게 공인된 권위에 대한 반란으로 간주되었으며, 그러한 움직임을 봉쇄하기 위해 총력을 기울였다. 13세기 초반의 10여 년간, 노트르담 사원장은 모든 교원에게 교회 기관에 대한 복종 서약을 강요하며 첫 포문을 열었다. 이 공격에 대항하여 파리 교원조합은 교황 인노첸시오 3세에게 노트르담 사원장이 제시하는 복종 서약이 타당한 것인지를 질의하였다. 이에 교황 인노첸시오 3세는 복종 서약이 타당하지 아니하다고 판정했으며, 1212년에는 정식 교지를 내려 노트르담 사원장은 교원과 교원조합에 복종 서약을 강요할 수 없고 노트르담 사원장은 교원조합에서 제출하는 명부의 모든 신규 교원에게 자격증을 발부해야 한다고 확정하였다.
그러한 교황의 조치로, 노트르담 사원장의 영향력은 문학부에만 한정되게 되었다. 그러나 교황의 여러 조치들에도 불구하고, 파리의 교회 기관들은 교원과 학생을 종속적인 지위에 두기 위해 끊임없이 노력 하였으며, 교원들이 대학교 운영 정관을 임의로 정했다고 하여 대학교 전체를 파문한 바 가 있다. 교원들은 계속해서 로마 교황에게 교회기관에 대항하는 청원서를 제출했고 교황의 결정은 대부분 대학교와 교원에게 유리하게 내려졌다. 결국 노트르담 사원장이 교원과 학생을 억압하기 위해 운영되던 감옥은 폐쇄되고, 대학교의 파문이 취소되었으며, 교황의 인준 없이는 대학교를 파문할 수 없게 되었다.
그러나 파리 대학교의 번민이 위와 같은 교황의 결정으로 종결된 것은 아니었다. 1229년 시민과 파리 대학교 학생 간의 갈등으로 파리 대주교의 묵인 하에 프랑스 국왕이 군대를 동원하여 많은 파리 대학생이 사망한 사건이 일어났다. 교원들은 이 사건 직후 강의를 중단했다. 그러나 강의 중단이 아무런 반향을 일으키지 못하자, 대학교를 자진 폐쇄하기에 이르렀다. 많은 교원들이 영국의 옥스퍼드 지역으로 이주 하였고 일부는 프랑스 내의 신생 대학교로 흩어졌다.
이러한 상황에서 교황 그레고리오 9세는 교원의 입장에서 파리 대학교와 파리 교회 당국 간의 중재를 시도했고, 1231년 「학문의 모체(Parens Scientiarum)」라는 교지를 발표했다. 이 교지에 의하여 교원들은 강의 거부를 통해 그들의 입장을 관철할 수 있는 정식 권한을 갖게 되었고, 교원들이 파리 대학교의 규정을 자율적으로 정할 수 있고, 그 규정의 준수를 구성원들에게 강제할 수 있는 완전한 권리를 갖게 되었다. 이와 동시에 노트르담 사원장의 사법권은 더욱 약화되었다. 노트르담 사원장의 형법에 대한 권한은 완전히 소멸되었고, 민법 또는 종교적인 문제에 대한 사법권도 상당히 축소되었다.
13세기 중반, 두 개의 탁발 수도사 교단(흑악의 도미니코 수도회, 회의의 프란체스코 수도회)이 점점 세력을 확대함에 따라 파리 대학교의 자유는 새로운 위협에 직면하게 되었다. 이 두 수도회의 탁발 수도사들은, 자신들은 파리 대학교의 교원 임용 규정에 예외를 인정받아 신학교원으로 채용되어야 한다고 주장하였다. 이들은 이전의 교황과는 반대되는 정책을 시행하는 교황 알렉산데르 4세를 배경으로 하여 모든 교원들의 반대를 뚫고 자신들의 주장을 관철하였다. 그러나 후임 교황들이 교황 알렉산데르 4세의 정책을 취소하면서 탁발 수도사들이 얻은 권리 또한 취소되었다.
13세기 전반에 걸쳐 계속된 투쟁은 파리 대학교의 조직과 체계에 막대한 영향을 미쳤다. 13세기 초만 하더라도 파리 대학교는 학부 별로 엉성하게 엮인 교원과 학생의 조합에 불과했고, 이 학부들은 노트르담 사원장의 교원 자격증으로 엮여있었을 뿐 이었다. 반면, 13세기 말엽에는 개별 학부들이 참여하는 협의체가 있었고, 문학부의 학장이 대학교의 총장을 겸하고 있었다.
노트르담 사원장에 공동으로 대항하는 과정에서 여러 개의 교원 우니베르시타스들이 하나로 통폐합 되었고, 그 중에서도 학사 과정 교육을 담당하는 문학부 우니베르시타스가 두각을 나타냈다. 이와 같이 문학부가 대두된 데에는 문학부 교원 대부분이 젊었고, 이 때문에 노트르담 사원장에게 가장 많은 괴롭힘을 받았으며, 결과적으로 문학부 교원이 가장 강한 결속으로 가장 강한 저항을 펼칠 수밖에 없었다. 문학부 교원들은 볼로냐 대학교 법학도들의 선례를 따라, 국가별로 4개의 조직으로 규합되었다. 이 네 국가 우니베르시타스의 간부와 문학부 학장이 문학부의 투쟁정책을 결정하였다.
파리 대학교와 노트르담 사원장 간의 갈등이 첨예화됨에 따라 문학부 교원들의 영향력이 꾸준히 증가하였고, 문학부 학장과 그 산하의 4개 우니베르시타스가 파리 대학교 특권 수호의 선봉장이 되었다. 문학부 문인들[artists; 문학부 소속 교원을 의미]이 전체 교원 중 다수를 차지했고, 빈번한 소송과 투쟁에 소요되는 비용 대부분을 문학부에서 부담한 사실은 문학부의 전체적 위상을 높여주었다. 결과적으로 문학부 우니베르시타스의 간부는 모든 학부의 협의체에서 우위를 차지했고, 문학부의 학장은 정관 상으로는 타 학부 학장과 동등한 지위에 있었으나, 파리 대학교 전체를 구성하는 7개의 우니베르시타스을 관장하는 총장을 겸하였다.

## 교과 조직 및 학위ㆍ학직의 발전
대학교의 조직과 운영 체제의 발전이 이루어지고 있는 동안, 교과 조직의 발전도 함께 이루어졌다. 교과 조직 발전의 시발점은 13세기 초 학위 제도와 학위 수여가 등장한 시기로 볼 수 있다. 그러한 제도가 등장하기 이전에는 학생이 교원 자격을 얻기 전에 도제가 장인이 되는 과정과 같은 절차를 거쳐야 했다. 학생은 교원 조합의 강좌를 4~5년 간 수강하면 교생[student-teacher]이 되었다. 교생 자격으로 몇년이 지나면 정식 교원이 되는 절차가 시작된다. 파리 기준으로 그 북부의 경우엔, 노트르담 사원장이나 그에 준하는 교회 간부에게 교원 자격증을 신청하고, 교원 후보자의 스승은 교원 후보자를 교원조합에 정식으로 소개한다. 이후 교회 기관에서 자격증을 부여하면 교원조합에 가입하여 정식교원이 되었다.
파리 이남의 경우도 파리 이북의 방식과 대동소이했지만, 13세기 초반까지는 교회 기관의 허가를 거치지 않아도 된다는 점이 북쪽의 경우와 달랐다. 남부에서 교회 기관의 승인이 교원 자격의 필수요건으로 된 것은 1219년 교황 호노리오 3세가 볼로냐에서도 파리와 마찬가지로 교원 후보자들이 볼로냐 부주교의 인가를 받도록 한 이후이다.
그런데 시일이 지날수록 교원 지위의 명예가 점점 높아져서, 교원에 실제로 종사할 의향이 없는 사람들 중에서도 교원의 지위를 얻으려고 하는 사람들이 나타났다. 이러한 상황의 결과로 ‘가르치는 교사’와 ‘가르치지 아니하는 교사’ 간의 구분이 생기게 되었다. 그리하여 마스터(master)는 특별한 교육 과정을 성공적으로 이수한 자를 의미하게 되었으며, 이에 따라 마스터의 자격 요건을 더욱 엄밀하게 해야 한다는 주장이 제기되었다.

### 볼로냐 대학교의 교과 조직 및 학위ㆍ학직의 발전
마스터의 자격 요건이 가장 먼저 체계화된 곳은 볼로냐 대학교였다. 중세에 ‘법학 지식’은 법률 운영과 그것에 관련있는 공인된 주석에 대한 지식을 의미했다. 따라서, 법률 문헌에 대한 강좌를 수강하고 그 내용에 대한 시험에 합격하는 것은 법학 학위를 받는데 중요한 요건이 되었다. 민법을 공부하는 학생은 5년 간의 공부를 마치고 나면, 학장에게 전체 범위 중 한 부분을 강의할 수 있게 해 달라고 요청하였다. 그러한 강의를 마친 후 1년 후엔 내용 전체를 강의할 자격을 요청할 수 있었다. 전체 범위의 강의를 마치면 별도의 시험 없이 학사학위[Bachelor]를 수여 받았다. 그 이후 2년간 더 강좌를 수강하고 공부하면, 박사학위[Doctorate]를 취득하기 위한 시험에 출원할 수 있었다.
학사는 박사 학위 시험에 본격적으로 응시하기에 앞서, 지원하는 분야의 학장 앞에서 박사 학위 시험에 응시하기 위한 모든 요건을 갖추었고, 그에게 복종할 것을 선서했다. 학장이 시험 응시를 허가하면, 학사는 자신을 가르쳐준 박사를 통해 볼로냐 대주교에게 박사 학위 후보자로 추천된다. 그 다음 박사 학위 후보자는 비공개 시험에 응시한다. 비공개 시험에서 후보자는 여러 명의 박사들로부터 구술 문제 2개를 제시받고 몇 시간 뒤 답변한다. 첫 번째 문제의 답은 후보자를 가르친 2명의 박사 앞에서 진술하며, 두 번째 문제의 답은 여러 명의 박사 앞에서 진술한다. 이 비공개 시험에서 후보자가 합격하면, ‘후보자’신분에서 ‘유자격자’신분을 얻게 된다.
박사 학위 유자격자는 볼로냐 대성당에서 성대한 의식과 함께 거행되는 형식적인 공개 시험을 거쳐 정식 박사 학위를 취득하게 된다. 공개 시험은 유자격자가 법학의 한 주제에 대해 공개 강의를 진행하고 사전에 선발된 학생과 관련 주제에 대해 논변을 주고 받는 것이었다. 박사 학위를 취득하면 동시에 볼로냐 부주교로부터 교원 자격증을 수여받고, 교원의 의자[magisterial cathedra]에 앉을 자격이 주어졌다. 법률 교원에게는 로마법 대전과 기사 지위를 의미하는 금반지가 수여되었다.

### 파리 대학교의 교과 조직 및 학위ㆍ학직의 발전
파리 대학교의 교과 제도는 볼로냐 대학교의 것과 매우 유사한 형태로 발전해갔다. 파리 대학교에서는 1215년에 문학 학위 취득에 필요한 교육 과정이 명료히 규정되었다. 이 당시 파리 대학교에서의 7자유교과는 본래의 7자유교과와 매우 상이한 형태를 보이고 있었다. 7자유교과 중 가장 중요한 과목이었던 논리학은 《아리스토텔레스의 범주론 입문(On Aristotle's Categories)》을 주교재로 사용했다. 문법은 프리스키아누스(Priscianus)의 논문에 국한되어 있었고, 문학은 교육되지 않았다. 수사학과 철학은 2차적 과목으로 여겨져 휴일이나 국경일에만 읽혔다. 수사학 교재로 지정된 문헌은 아리스토텔레스의 《니코마코스 윤리학》과 4과(대수학, 기하학, 음악학, 천문학)이 포함되어 있었다. 이러한 교과 규정은 여러 차례에 걸쳐 변화를 겪었다. 특히 13세기 중반, 그 이전 시기까지는 이단시 되어 일부 내용에만 국한되어 교과목으로 채택되었던 아리스토텔레스의 저작들 중 더 많은 것들이 교과목으로 채택되었다. 그러한 신규 교과목 중에는 《형이상학》과 《자연학》과 같은 당시에 새로 발굴된 저작들이 포함되어 있기도 했다. 14세기 중엽에 이르러, 문학부의 교과과정은 세 단계로 분화하게 되었다.
- 학사[Baccalaureate] 과정 - 문법, 논리학, 심리학
- 교사자격과정[Licence] 과정 - 자연철학(자연학)
- 교사임용[Mastership] 과정 - 도덕철학, 고급 자연철학(고급 자연학)

13세기 말에는 과정 이수 단계에 해당 교과에 대한 시험이 추가되게 되었다. 학사 학위 지망자는 먼저 문법 교원과 논리학 교원과의 논변을 통해 자신의 능력을 입증하고, 파리 대학교 당국이 지정한 여러 명의 시험과 앞에서 다양한 주제에 대한 구두시험을 봤다. 이 구두시험에서 시험관은, 지원자가 적절한 기간 동안 지정된 강의를 수강했는지, 공부한 내용에 대해 잘 알고 있는지 ‘판정’한다. 이 판정을 통과하면, ‘결정’과정에 들어서게 된다. 결정 과정에서 지원자는 한 주제에 대한 자신의 입장을 설명하고 그것을 반박하는 시험관에 대항해 자신의 입장을 변호한다. 이러한 결정 과정은 수일간 계속되고, 이를 성공적으로 마친다면 학사 학위를 수여받았다.
학사 학위자는 계속해서 후속 강좌를 수강하고, 그 교과 내용에 대한 강의와 논변을 행한 후, 노트르담 사원장에게 교원자격증을 신청한다. 이 때 신청자는 노트르담 사원장과 4인의 시험관 앞에서 강의 시연을 하고, 강의 주제와 관련하여 사원장과 시험관들과 논변을 펼쳤다. 신청자는 그러한 형태의 시험을 통과한 후, 입회식에 참여하는데, 자신이 속한 우니베르시타스(조합)에 특정한 선서를 하고, 기존 교원들과 형식적인 논변을 한다. 이러한 입회식이 끝나면 교원 자격증과 예모를 받고, 교원의 의자에 앉을 자격을 획득했다.
문학부 위의 세 개의 상위학부에서의 박사 학위 수여 절차도 문학부의 학위 수여 절차와 비슷했다. 신학부, 법학부, 의학부의 학위 지망자는 우선 문학부의 공부를 얼마간 한 후, 일정 기간 동안 지정된 공부를 하고, 논변 위주의 시험을 거친 뒤에 박사 학위를 취득하였다.

### 중세 대학에서의 교과 조직 및 학위ㆍ학직의 성격
대학교에서 학위 제도가 출현한 것은 전적으로 대학교 내의 편의나 효율을 위한 조치에 지나지 않았다. 그러나 13세기에 접어들어 새로운 대학교가 여기저기 설립되며 출신 대학교의 학위가 민감한 사안으로 대두되었다. 이 당시에는 당시 가장 명성이 높았던 볼로냐 대학교와 파리 대학교에서조차 상위 학부에서 각각 법학부와 신학부만 높은 수준으로 발전해 있고 이외의 학부에는 교원이 전혀 없거나 매우 형편없는 교원만을 소속하고 있었을 뿐이었다. 그렇기 때문에 여러 분야에 걸쳐 양질의 교육을 받고자 하는 사람은 여러 곳을 돌아다닐 수밖에 없었다. 실례로, 피에르 아벨라르라는 사람은 맨 처음 투르와 파리에서 문법과 철학을 공부하고, 교회법 강의를 듣기 위해 볼로냐에 갔다가 다시 파리로 돌아와 신학을 공부한 후 영국의 대학교에서 교원이 되었다. 이처럼 학생들이 여기저기를 옮겨 다니는 상황에서는 각 대학교에 있는 교원의 실력 차이가 매우 중요한 문제로 되어 있었다.
볼로냐 대학교나 파리 대학교와 같은 명문 학교의 경우에는 그러한 문제가 비교적 쉽게 해결되었다. 이러한 대학교들은 자신들이 갖고 있는 명성을 근거로 하여, 자신들의 학교를 졸업하거나 그곳에서 교원을 한 경력이 있는 자에게 ‘장소를 불문하고 가르칠 수 있는 권리[jus ubique docendi]를 부여해야 한다고 주장했다. 즉, 새로운 시험이나 별도의 절차 없이 유럽 어디에서나 교원 자격이 인정되어야 한다는 주장이었다. 이러한 주장은 대체로 관철되었다. 그러나 명문 대학교와 같은 명성을 가지지 못한 신생 대학교들은 명성 이외의 조건을 통해 그러한 권리를 확보하고자 했다. 스페인과 같이 국왕으로부터 교원자격특권을 받는 유형이 나타나게 되었다. 이러한 형태의 특권이 스페인 내의 대학교에 많은 학생이 유입되도록 하는데 큰 기여를 한 것은 사실이나, 특권의 범위가 스페인 내로 한정되어 있었기 때문에 막강한 효력을 갖고 있었던 것은 아니다.
이 교원자격특권과 관련된 문제의 근본적인 해결은 13세기 초 교황이나 황제가 대학교의 설립에 관여하는 방향으로 이루어지게 되었다. 이러한 방식의 출현을 계기로, 대학교가 적절한 지위를 확보하기 위해서는 보편적 권력자의 설립 조서를 받아내는 데 있다는 인식이 확산되었다. 즉, 유럽의 종교 지도자인 교황이나 유럽의 상징적 지배자인 신성로마제국 황제의 대학교 인가를 득함으로써, 그 대학교에서 부여하는 학위가 보편타당성을 갖도록 한다는 것이다. 유럽의 대학교들 중에서 최초의 학교들을 제외한 대부분의 대학교들이 황제의 칙령이나 교황의 교지에 의해 설립된 것이 이 때문이다. 13세기 말엽에는 그러한 관례가 완전히 정립되어, 파리 대학교나 옥스퍼드 대학교와 같은 명문 대학교들 조차도 자신들의 지위를 강화하기 위해 교황에게 교원자격특권을 인가해 줄 것을 요청할 정도였다.

## 영국 제도 지역의 대학교
볼로냐 대학교와 파리 대학교는 최초의 대학교 형태로, 이후 설립된 대학교들의 본보기가 되었다. 여러 대학교들이 볼로냐 대학교와 파리 대학교의 형태를 모방하긴 했지만, 그 나름대로의 특성을 간직하고 있었다. 특히, 잉글랜드와 스코틀랜드 지역의 대학교들은 파리 대학교의 선례들을 따르면서도 볼로냐 대학교와 파리 대학교 어느 곳에서도 볼 수 없는 독자적인 성격을 보였다.
잉글랜드의 대학교 형태는 잉글랜드 내 최초의 대학교인 옥스퍼드 대학교만을 살펴봐도 충분히 파악할 수 있다. 옥스퍼드 대학교의 기원은 12세기 초에 형성된 엉성한 ‘공부조직(study organization)’까지 올라가며, 성립 초기부터 파리 대학교에 준하는 명성을 지나고 있었다.
옥스퍼드 대학교의 조직과 교과 구조는 파리 대학교의 것들을 많이 모방한 형태였다. 물론 몇 가지 차이가 있었다. 먼저 옥스퍼드 대학교에는 파리 대학교에서와 같은 학위 시험이 없었다. 그러나 가장 중요한 차이는 두 대학교에 관계하는 사원장의 지위에 관련된 차이였다. 사원장은 교회의 대표인데, 옥스퍼드는 큰 교회를 가진 사원도시가 아니었고, 옥스퍼드를 관장하는 사원장은 옥스퍼드로부터 60마일 정도 떨어진 링컨의 주교가 임명하였다. 이러한 사정 때문에 파리 대학교의 발전을 이끈 대학교와 교회 기관 사이의 갈등은 벌어지지 않았다.
옥스퍼드 대학교 성립 초기부터 옥스퍼드 사원장은 신학부 교원들 중에 선발되었고, 그러한 사원장은 교회 간부인 동시에 대학교 간부였다. 사실상 옥스퍼드 사원장은 대학교 총장과 사원장의 지위를 겸하면서, 옥스퍼드 대학교의 행정상의 대표인 두 명의 학감을 종속하고 있었다. 14세기 후반 무렵 옥스퍼드 사원장의 권위는 상당히 강력해져서 종래의 전통적인 교회통치체계의 간섭과 통제를 받지 않을 정도였다. 그 결과로 옥스퍼드 대학교는 당시의 다른 대학교에서는 찾아볼 수 없는 학문적 자유를 누렸고, 대륙에서 학문이 경직화된 후에도 여전히 참신한 사고의 중심지 역할을 하였다.
옥스퍼드 대학교에서 체제의 변혁이 일어나고 있는 동안, 유럽 전체 대학교의 형태를 변화시킨 ‘학생 생활의 변화’가 일어나고 있었다. 그것은 대학생들이 점점 식당과 기숙사를 중심으로 무리를 지어 살게 된 것을 의미한다. 이러한 식당과 기숙사는 옥스퍼드에만 국한된 것이 아니었다. 모여 살기 좋아하는 중세의 풍습으로 인해 일찍이 대학 주택에는 집단 숙박 시설이 형성되었고, 파리 대학교에는 13세기 초에 잉글랜드의 숙박시설과 유사한 거주시설이 이미 들어서고 있었다.
중세 대학교 인근의 숙박 시설의 최초 형태는 학생들이 수의적으로 모여들어 대표를 선출하고, 대표를 중심으로 자율적으로 운영하는 ‘숙박소(hall and college)’였다. 최초의 ‘기숙사(dormitory)’는 대학교의 설립자나 후원자가 그 대학교에서 공부하는 가난한 학생들을 위하여 세운, ‘보조를 받은 숙박소’였다. 그러나 다른 사람의 후원을 받는다는 것은 단순히 매월 재원을 지원 받는다는 것에 그치는 문제가 아니었다. 중세에 전적인 경건이었던 선행을 베푼다는 것은 필연적으로 선행을 수혜 받는 기관은 종교 기관과 필연적으로 연관을 맺고 있었다.
옥스퍼드의 경우에는 오늘날의 대학교에서 보는 것과 같은 비종교적인 기숙시설이 아닌, 대학교회(collegiate church) 형태의 기숙사가 있었다. 옥스퍼드의 대학교회와 종전에 존재하던 형태인 연합교회(collegiate church) 간의 차이는 ‘교단과 학교를 위하여 설립된 것이 아니라 학교와 교단을 위하여(ad orandum et studendum ad studendum et orandum)’ 설립되었다는 점이다. 옥스퍼드에 새로인 출현한 기숙사는, 수도회들이 그 교단에 속하는 수도사들이 배우고 가르치는 일에 종사할 수 있도록 대학교 인근에 지어준 집이었다. 대학교의 기숙사에 거주하는 교원과 학생들은 하급생들에 대한 교육적 지도와 함께 대학교의 정식교원들이 하는 정규 강의에 대한 보강 수업을 필수적인 의무로 담당하였다.
초기 형태의 기숙사로 가장 대표적인 것은, 1264년 잉글랜드의 사원장 머튼의 월터(Walter de Merton)가 설립한 머튼 칼리지(Merton College)이다. 월터는 ‘옥스퍼드와 그 인근 지역에 있는 대학교에 소속 되어있는 20여명의 학자와 두세 명의 성직자의 생계를 위하여’ 자신이 소유하고 있던 장원 2개를 옥스퍼드 대학교에 기증하였다. 1274년에는 월터가 자신의 장원 전체를 기증하고, 대학교 내에 성 요한 부설교회를 설립했다. 이렇게 대학교의 재산이 늘어가자, 여러 명의 학생과 학자들이 계속 유입되었다. 월터는 자신이 설립한 칼리지의 운영규정을 정했는데, 그 규정은 후대의 모든 칼리지들에서 사용하는 고전적 규범이 되었다. 당시의 머튼 칼리지의 운영규정은 아래와 같다.
| “ | ‘머튼의 학도의 집’이라고 불리는 이 집에는 영원히 대를 이어 가면서 학문에 전념하는 학자들, 문예나 철학, 교회법이나 신학 공부에 평생을 바치고자 하는 사람들이 살게 될 것이다. 그들 중의 대다수는 자유학과를 공부하다가 사감과 교수회원의 뜻에 따라 신학공부로 전향할 것이다. 그러나 그들 중의 4~5명은 상급자의 배려에 의하여 교회법을 공부하면서, 만약 필요하다면, 민법에 대한 강의를 듣도록 허락될 수 있을 것이다. | ” |

| “ | 위의 학도들 중에서 신중하고 분별 있는 사람들을 선발하여 사감 아래에서 그의 조수로 일하면서 학습 면에서나 품행 면에서나 뒤떨어진 사람들을 지도할 책임자로 20명마다, 또는 만약 필요하다면 10명마다 1명의 학생장(president)을 두도록 해야 할 것이다. | ” |

칼리지에서 수업을 하는 방식은 옥스퍼드 전체로 확산되었다. 15세기 말경에는 옥스퍼드 우니베르시타스에 소속되어 있던 17개의 칼리지에서 이루어지는 강좌가 우니베르시타스의 강좌를 대치하게 되었다. 옥스퍼드 대학생들은 우니베르시타스에 출석하지 않아도 되게 되었으며, 옥스퍼드 대학교(우니베르시타스) 소속 교원들도 반드시 우니베르시타스 강좌의 강의를 하지 않아도 되게 되었다. 이러한 변화는 1518년 옥스퍼드 교수단이 ‘학생들이 아무도 출석하지 않는 강의를 꼬박 한 시간씩 강제로 할 의무를 삭제해 주도록’ 요청한 사실로 보아 이미 돌이킬 수 없는 것이었다.
학교의 규모가 옥스퍼드 대학교에 비해 훨씬 컷던 파리 대학교에서도 유사한 현상이 일어났다. 그러나 옥스퍼드 대학교에 거주하는 사람들 대부분이 학사나 교원(석사)인 것에 비해, 파리 대학교에 거주하는 사람들을 주로 학사 과정에 있는 학생(무학위자)이었다. 때문에, 파리 대학교에서는 우니베르시타스가 옥스퍼드 대학교에서와 달리, 칼리지에 대해 강력한 행정력을 행사하였고, 칼리지의 발전이 파리 대학교 전체의 발전을 이끌었다. 즉, 칼리지가 우니베르시타스의 강의를 제공하는 기관에 불과했던 것이다. 그 결과 중세 말기 파리 대학교의 칼리지는 기숙사로의 기능을 하지 못하게 되었다.
한편, 옥스퍼드 대학교에서는 칼리지가 각각 독립되어 운영되었고, 중세 이후 오늘날까지도 개별 칼리지들이 자유를 누리고 있었다. 옥스퍼드 대학교의 칼리지들만의 문화인 개인면담수업(tutorial institution) 등의 전통과 중세의 학제등이 오늘날까지도 그대로 전해지고 있다.
스코틀랜드 지역의 대학교는 잉글랜드와는 상당히 다른 조건에서 성립되었다. 유리한 조건을 갖춘 여러 나라에서 대학교가 학문의 중심이 되어 세력을 확장해가던 시기, 스코틀랜드는 정부의 세력도 미약하고 잉글랜드와 끊임없이 전쟁을 치르면서 나라의 기틀을 제대로 갖추지 못하고 있었다. 이러한 상황에서 스코틀랜드에서는 학문에 관심을 둘 겨를이 없었고, 스코틀랜드의 학생들은 자기 나라에서 받을 수 없는 교육을 받기 위해 다른 나라로 빠져나갔다. 상황이 이러했기 때문에 15세기에 이르러서야 스코틀랜드 최초의 대학인 세인트앤드루스 대학교가 설립(1411)되었다.
스코틀랜드의 최초 대학교인 세인트앤드루스 대학교, 글래스고 대학교(1450), 애버딘 대학교(1494)의 설립자는 모두 대학교가 소재한 도시의 주교였다. 이 대학교들은 모두 신학과 법학(교회법, 민법)을 교육하기 위해 설립된 것이다. 결과적으로 말하여, 이 대학교의 설립은 당시 스코틀랜드의 국력에서 무리였으며, 목표한 바는 성취되지 않았고, 7자유교과를 교육하는 문학부만이 미약한 성과를 거두었다. 이러한 사실들은 스코틀랜드 대학교의 기본 구조가 정립되는 데 영향을 미쳤다.
초기의 대학교들은 법학 교육을 위해 설립되었기 때문에, 볼로냐 대학교의 제도가 도립되었다. 그래서 학생들에게 학교 운영에 참여할 기회를 주었지만, 학생들의 나이가 있었기 때문에, 학교운영은 교원의 손에 넘어가고 말았다. 스코틀랜드의 대학교들은 사실상 북부 독일과 네덜란드의 신흥 대학을 모방한 셈이었던 것이다. 초기의 스코틀랜드 대학교에서 학생들은 여러 교원이 각자 살고 있는 여러 개의 산포된 교육동(paedagogies)에 가서 교육을 받았지만, 머지않아 독일의 대학교처럼 칼리지(거주 단위)와 우니베르시타스(행정단위)가 동일한 위상을 갖게 되었다. 이로 인해 세인트앤드루스 대학교에서는 우니베스시타스가 아닌 칼리지가 학위를 수여하는 기현상이 나타나기도 하였다. 이처럼 우니베르시타스와 칼리지가 사실상 하나였던 스코틀랜드의 대학교에서는 교원의 지위가 보장되고, 강의를 할 권리를 소속 교원이 독점하게 되었다. 이는 끊임없이 교원이 바뀌는 당대의 대학교의 관행과 비교해보면, 오늘날의 대학 교원 제도와 유사한 것이었다. 그러나 오늘날의 대학교와 중세 스코틀랜드 대학교 간의 대학교 대학 교원 제도에는 큰 차이가 있었다. 중세 스코틀랜드 대학교에서는 교원이 하나의 학문분야에 관련된 강의만 하는 것이 아니라, 각각의 교원이 한 집단의 학생을 담임하여, 그들에게 교과과정상의 모든 강좌를 교수했다. 이 제도는 스코틀랜드 이외 지역에서는 절대 찾아볼 수 없는 특이한 것으로, 18세기 이 제도가 완전히 쳘폐될 때까지 스코틀랜드 지역 대학교의 질적 수준 저하를 가져온 커다란 원인이었다.

## 참고 문헌
- A. O. Norton, Medieval Universities, 1909.
- Arthur Francis Leach, The Schools of Medieval England, 1915.
- Charles Edward Mallet, History of University of Oxford, 1924.
- Cobban, Alan B., English University Life in the Middle Ages Columbus: Ohio State University Press, 1999.
- de Ridder-Symoens, Hilde: A History of the University in Europe: Volume 1, Universities in the Middle Ages: Cambridge University Press, 1992.
- Ferruolo, Stephen, The Origins of the University: The Schools of Paris and their Critics, 1100-1215 Stanford: Stanford University Press, 1998.
- Haskins, Charles Homer. The Rise of Universities. Ithaca: Cornell University Press, 1972.
- Hastings Rashdall, The Universities of Europe in the Middle Ages, 1936(re-printed).
- Hastings Rashdall., rev. by F. M. Powicke, and A. B. Emden, The Universities of Europe in the Middle Ages, 3 vols.: Clarendon Press, 1895; 1987.
- Rait, Robert S., Life in the Medieval University;, Cambridge University Press, 1931.
- Rowan Scrope Rait Kerr, Life in the Medieval Universities, 1912.
- Seybolt, Robert Francis, trans., The Manuale Scholarium: An Original Account of Life in the Mediaeval University: Harvard University Press, 1921.
- Thorndike, Lynn, trans. and ed., University Records and Life in the Middle Ages: Columbia University Press, 1975.
- Verger, J., "Universität", Lexikon des Mittelalters, 8: J.B. Metzler, 1999.

## 같이 보기
- 서양 중세의 교육
- 중세 후기의 교육
- 마드라사
- 지속적으로 운영되고 있는 가장 오래된 대학 목록